# سفارة الصين في كوريا الجنوبية
سفارة الصين في كوريا الجنوبية هي أرفع تمثيل دبلوماسي لدولة الصين لدى كوريا الجنوبية. تقع السفارة في سول وهي تهدف لتعزيز المصالح الصينية في كوريا الجنوبية.

## وصلات خارجية
- الموقع الرسمي
- قائمة سفارات الصين
- قائمة السفارات في كوريا الجنوبية